# Paulo Rogério Lopes
Paulo Rogério Lopes (Novo Horizonte, 27 de julho de 1965) é um dramaturgo e diretor paulista que tem escrito ativamente para as mais diferentes linguagens cênicas (teatro, circo, animação, dança e contação de história) - em gêneros que vão da aventura ao romance, passando pela comédia e pelo musical -, numa carreira orientada principalmente para a investigação dos universos infantil e juvenil.

## Dramaturgo e diretor
Paulo Rogério Lopes é natural de Novo Horizonte/SP e, desde 1991, vem atuando na cena teatral paulista como Diretor e Dramaturgo ligado a diversos grupos e linguagens.
Como dramaturgo destacam-se os premiados “À La Carte” e “Piratas do Tietê - o Filme” (co-autoria com Laerte) - ambos com a Cia. La Mínima, e os recentes “Crônicas de Cavaleiros e Dragões” (SESI/Paulista), “Rita Lee Mora ao Lado” (direção Débora Dubois e Márcio Macena), e, "Procurando Luiz" (direção de Gustavo Kurlat) e “Classificados" (direção de Domingos Montagner).    
Escreveu para companhias como Nau de Ícaros, Linhas Aéreas, Barracão Teatro e Cia. da Revista. Teve textos de sua autoria dirigidos por: Ivaldo Bertazzo ("Mãe Gentil"), Renata Mello ("O Animal na Sala"), Carla Candioto ("Galinhas Aéreas") e Tiche Viana ("A Lenda do Amor Entristecido"). Participou do núcleo dramatúrgico da Cia do Latão e como dramaturgo da EAD/USP.
Como Diretor destacam-se: “Athletis” (Cia La Mínima); “O Conto do Reino Distante” e "As 3 Penas do Rabo do Grifo" (Cia Faz e Conta).
É Dramaturgo e Diretor dos espetáculos musicais da Série "Aprendiz de Maestro” (TUCCA - Sala São Paulo).
Atualmente encontram-se em andamento os projetos: “Reconstrução" (Cia da Revista - direção de Kleber Montanheiro) e “Banho&Tosa” (Boa Cia -  direção de Francisco Medeiros).

## Prêmios e indicações
- 1997 - Prêmio Coca-Cola de Teatro - Indicação Melhor Autor: O Pallácio Não Acorda
- 1997 - Prêmio Mambembe - Melhor Autor: O Pallácio Não Acorda [1]
- 1999 - Prêmio Coca-Cola do Teatro / Montagem: Sonho Com Recheio Doce – Autor
- 2001 - Prêmio Panamco Melhores Espetáculos Teatro Jovem: À La Carte – Autor
- 2002 - Prêmio EmCena Brasil / Min. da Cultura – Funarte / Montagem: À La Carte [2] – Autor
- 2002 - Prêmio APCA – Associação Paulista dos Críticos de Arte - Melhor Espetáculo Juvenil com Técnicas Circenses: À La Carte – Autor
- 2003 - Prêmio Coca-Cola / Femsa - Indicação Melhor Autor: Piratas do Tietê - O Filme
- 2003 - Prêmio Coca-Cola / Femsa - Melhor espetáculo Jovem: Piratas do Tietê - O Filme [2] – Autor
- 2003 - Prêmio APCA – Associação Paulista dos Críticos de Arte - Melhor Espetáculo Juvenil: Piratas do Tietê - O Filme [2] – Autor
- 2004 - I Festival Cândido Portinari de Teatro – Ribeirão Preto – Melhor Espetáculo pelo Júri Oficial e Júri Popular: Chá de Cadeira – Autor / Diretor
- 2006 - I Festival ACESC de Teatro – Melhor Espetáculo: A Lenda de um Golem
- 2008 - Festival ACESC de Teatro – Melhor Espetáculo: Dom Caixote - Autor
- 2011 - Femsa/Coca-Cola - Melhor Produção: O Tribunal de Salomão - Autor

## Peças montadas
- 2014: Banho & Tosa (Boa Cia. - Dir. Francisco Medeiros)
- 2014: Reconstrução (Cia. da Revista - Dir. Kleber Montanheiro)
- 2014: Aprendiz de Maestro (Textos e Direções)
- 2014: Rita Lee Mora ao Lado (Dir. Debora Dubois e Márcio Macena)
- 2014: Classificados (Cia. La Minima - Dir. Domingos Montagner)
- 2014: Procurando Luiz (Dir. Gustavo Kurlat)
- 2014: As 3 Penas do Rabo do Grifo (Cia. Faz e Conta - Dir. Paulo Rogério Lopes)
- 2013: Aprendiz de Maestro (Textos e Direções)
- 2013: Crônicas de Cavaleiros e Dragões (SESI/SP - Dir. Kleber Montanheiro)
- 2013: Lendas Amazônicas (Projeto Guri - Dir. Paulo Rogério Lopes)
- 2012: Aprendiz de Maestro (Textos e Direções)
- 2012: A História do Incrível Peixe Orelha (Dir. Kleber Montanheiro)
- 2012: Non Grata (Grupo A Hebráica - Dir. Heitor Goldfluss)
- 2012: A Pulga do Arquiteto (Cia. Linhas Aéreas - Dir. Débora Dubois)
- 2012: Amadiano (Cia. Seres de Luz - Dir. Lili Curcio)
- 2012: Canções do Faz e Conta (Cia. Faz e Conta - Dir. Paulo Rogério Lopes)
- 2012: O Fantasma da Nossa Ópera (EMESP - Dir. Paulo Rogério Lopes)
- 2011: Athletis (Cia. La Minima - Dir. Paulo Rogério Lopes)
- 2011: O Tribunal de Salomão (Cia. Barracão Cultural - Dir. Cuca Bolafi)
- 2011: Aventuras ao Mar (Cia. Pé no Canto - Dir. Joaz Campos)
- 2010: As Aventuras do Barão de Munchausen (Cia. Pé no Canto - Dir. André Capuano)
- 2010: Le Petit Fratelli (Acrobáticos Fratelli - Dir. Val de Carvalho)
- 2009: O Animal na Sala (Cia. Linhas Aéreas - Dir. Renata Melo)
- 2008: Apostar a Mãe (Festival de Peças de Um Minuto dos Parlapatões)
- 2008: As Aventuras de Urashima Taro (Cia. Pé no Canto - Dir. André Capuano)
- 2008: Beren e Luthien (Dir. Heitor Goldfluss)
- 2008: Dom Caixote (Grupo Questão - Dir. Heitor Goldfluss)
- 2007: Bisbiglio (Luna Safira - Dir. Francesco Zigrinno)
- 2006: As Aventuras da Sra. Noé (Cia. Faz e Conta - Dir. Paulo Rogério Lopes)
- 2006: Galinhas Aéreas (Cia. Linhas Aéreas - Dir. Carla Candiotto)
- 2006: A Lenda de um Golem (Grupo Questão - Dir. Heitor Goldflus)
- 2005: Olhos de Coral (Cia. Zero-Zero -Dir. Tiche Vianna)
- 2005: Em Prol (Oficina Oswald de Andrade - Dir. Débora Dubois)
- 2004: A História de Perseu (Caixa de Imagens - Dir. Paulo Marcos)
- 2004: Príncipe Cururu (Cena Teatral - Dir. Paulo Marcos)
- 2004: Quero ser Woody Allen (Grupo Habima - Dir. Heitor Goldflus)
- 2003: Enlouquecendo a Mamãe (Cia. Linhas Aéreas - Dir. Débora Dubois)
- 2003: Piratas do Tietê - O Filme (Cia. La Mínima - Co-autoria com Laerte. Dir. Beth Lopes)
- 2003: Fronteiras (Cia. Cênica Nau de Ícaros - Dir. Marco Vettore)
- 2002: Depois que o Sono Bate (Galpão do Circo - Dir. Alex Marinho)
- 2002: Moby Dick (Galpão do Circo - Dir. Paulo Rogério Lopes)
- 2001: A Novidade do Caos (Núcleo de Teatro Orgânico - Dir. Juçara Morais)
- 2001: À La Carte (Cia. La Mínima - Dir. Leris Colombaioni)
- 2001: Nauhumoricos (Cia. Cênica Nau de Ícaros - Dir. Marco Vettore)
- 2001: Os Artistas (Cia. Cênica Nau de Ícaros - Dir. Marco Vettore)
- 2000: Liber Buffus (Teatro da Blasfêmia - Dir. Moira Malzoni)
- 2000: A Carroça de Manu (Caixa de Imagens - Dir. André Bol)
- 2000: Mãe Gentil (Cia. Ivaldo Bertazzo - Dir. Ivaldo Bertazzo)
- 1999: Esboço da Paixão (Grupo Teor - Dir. Paulo Rogério Lopes)
- 1999: A Noite do Amor Seco (Vizinhos da Zilda - Dir. Paulo Rogério Lopes)
- 1999: O Horla (Pesquisa em Movimento - Dir. Raquel Anastásia)
- 1999: Sonho com Recheio Doce (Dir. Cida Almeida e Augusto Francisco)
- 1998: A Desgraça Adora Companhia (Cia. dos Figurantes - Dir. Luis Damasceno)
- 1997: O Pallácio Não Acorda (Cia. Cênica Nau de Ícaros - Dir. Leopoldo Pacheco)
- 1997: Vento de Chuva (Escola de Artes Dramáticas / USP - Dir. de Luis Damasceno)
- 1997: Os Caprichos do Sr. Goya (Dir. Mônica Guimarães)
- 1996: Dia de Festa e Outros Dias (Escola de Artes Dramáticas / USP - Dir. Luis Damasceno)
- 1995: A Lenda do Amor Entristecido (Escola de Artes Dramáticas / USP - Dir. Tiche Viana)
- 1994: Cantábile (Pequeno Teatro Sunil - Dir. Beatriz Sayad)
- 1994: O Fusca da Dedé (Piccolo Stúdio - Dir. Cida Almeida)